# ماسارو ماتسوهاشي
ماسارو ماتسوهاشي (باليابانية: 松橋 優) (22 مارس 1985 في إيساهايا في اليابان – )؛ هو لاعب كرة قدم ياباني سابق كان يلعب كمدافع.

## وصلات خارجية
- ماسارو ماتسوهاشي على موقع رابطة كرة القدم اليابانية للمحترفين (اليابانية)
- ماسارو ماتسوهاشي على موقع قاعدة بيانات كرة القدم.إي يو (الإنجليزية)
- ماسارو ماتسوهاشي على موقع Soccerway.com (الإنجليزية)
- ماسارو ماتسوهاشي على موقع عالم كرة القدم.نت (الإنجليزية)
- ماسارو ماتسوهاشي على موقع كووورة